# Erva-de-passarinho-laranja
A erva-de-passarinho-laranja (nome científico: Dendrophthoe glabrescens) é uma planta hemiparasita da família  Loranthaceae encontrada no leste e no nordeste da Austrália. Floresce de outubro a janeiro. As flores são tubulares, com base verde, mas na abertura do tubo, é laranja com um brilho vermelho.